# Stopplaats Adorp
Stopplaats Adorp (telegrafische code: ap), ook bekend onder de naam Landweg, is een voormalige spoorweghalte aan de spoorlijn Groningen - Delfzijl tussen Groningen Noord en Sauwerd. De halte lag ten oosten van het dorp Adorp en werd geopend tegelijk met de opening van de lijn in 1884 en gesloten op 15 mei 1938. Bij de stopplaats was al sinds 1884 een dubbele wachterswoning aanwezig, die als stationsgebouw werd gebruikt en in 1968 is afgebroken.
Op 10 september 2012 maakte Arriva Personenvervoer Nederland, de vervoersmaatschappij die de treinen exploiteert op de spoorlijnen Groningen - Delfzijl en Sauwerd - Roodeschool, bekend de mogelijkheden te willen onderzoeken om het station Adorp te heropenen als halte voor de treinen Groningen - Roodeschool / Eemshaven. Het onderzoek leverde geen heropening op.